# Soprano wagneriano
Il soprano wagneriano (noto anche come soprano drammatico tedesco) è una variante di soprano drammatico.
È impiegata nelle opere di Wagner, ma successivamente è stata ampiamente utilizzata da Strauss e da Puccini in Turandot.

## Caratteri generali
Il soprano wagneriano è facilmente confondibile con quello drammatico, tuttavia può essere agevolmente riconosciuto dall'intensità della voce, che nel soprano wagneriano è portata a limiti estremi, e dall'utilizzo preponderante del registro medio e grave. Il suo tono è pressoché costantemente stentoreo e declamatorio, e la tessitura può essere prevalentemente medio-grave o acuta. Al giorno d'oggi, il soprano wagneriano è molto raro ed è sostituito perlopiù dal soprano drammatico.

## Vocalità
La voce di soprano wagneriano è caratterizzata da timbro molto scuro, ricchezza, pienezza, eccezionale potenza e ricca estensione (specialmente nel registro grave).
L'estensione tipica della voce di soprano wagneriano è di due ottave e mezzo, dal fa grave al re sovracuto (fa2 – re5)

## Ruoli per soprano wagneriano
- Brunilde (L'anello del Nibelungo)
- Elettra (Elettra)
- Imperatrice (La donna senz'ombra)
- Isotta (Tristano e Isotta)
- Kundry (Parsifal)
- Sieglinde (La Valchiria)
- Tintora (La donna senz'ombra)
- Turandot (Turandot)

## Soprani wagneriani
- Florence Austral
-  Giuseppina Cobelli
- Kirsten Flagstad
- Joan Sutherland
- Helga Dernesch
- Olive Fremstad
- Othalie Graham
- Johanna Gadski
- Gertrude Grob-Prandl
- Rita Hunter
- Gwyneth Jones
- Hilde Konetzni
- Lilli Lehmann
- Waltraud Meier

- Frida Leider
- Germaine Lubin
- Éva Marton
- Anna von Mildenburg
- Martha Mödl
- Birgit Nilsson
- Lillian Nordica
- Milka Ternina
- Helen Traubel
- Eva Turner
- Astrid Varnay
- Jessye Norman